# 城关镇 (忻城县)
城关镇，是中华人民共和国广西壮族自治区来宾市忻城县下辖的一个乡镇级行政单位。

## 行政区划
城关镇下辖以下地区：
翠屏社区、城中社区、鞍山社区、板河村、都乐村、泮水村、加仁村、高塘村、尚宁村、黄金村、黄宜村、思耕村、范团村、江平村、古饶村、六华村、龙头村、加海村、隆光村、龙舞村、弄洪村、古麦村、猫洞村和木排村。